# Sinolaelaps
Sinolaelaps es un género de ácaros perteneciente a la familia  Laelapidae.

## Especies
- Sinolaelaps liui Liu & Wang, 1997
- Sinolaelaps typhlomydis Y. M. Gu & C. S. Wang, 1979
- Sinolaelaps wuyiensis Wang, 1982
- Sinolaelaps yunnanensis Tian, 1988